# Эрикссон Эк, Юэль
Ю́эль Э́рикссон Эк (швед. Joel Eriksson Ek; 29 января 1997, Карлстад) — шведский хоккеист, нападающий клуба «Миннесота Уайлд». Чемпион мира 2017 года.

## Игровая карьера
Родился в семье Анны Эк и Класа Эрикссона — шведского хоккеиста, всю свою игровую карьеру отыгравшего в составе «Ферьестада», трёхкратного чемпиона Швеции. Потому обучаться хоккею по примеру отца Юэль, как и его младший брат Улле, также начали в юношеской школе этой карлстадской команды. Дебют на профессиональном уровне состоялся для Эрикссон Эка 8 октября 2014 года во время встречи с «Волеренгой» в Лиге чемпионов. 14 января 2015 года подписал свой первый профессиональный контракт с «Ферьестадом» и провёл в своём первом сезоне в чемпионате Швеции 34 матча.
Перед драфтом НХЛ 2015 года Эрикссон Эк рассматривался в числе лучших европейских игроков и в итоге был выбран в первом раунде под 20-м номером командой «Миннесота Уайлд», став лучшим шведским хоккеистом на этой ярмарке. После выбора Эрикссон Эк отметил, что не ожидал выбора от «Миннесотты», поскольку несмотря на ряд собеседований с представителями команды они не проявляли внешнего интереса к нему, а также сообщил, что следующий сезон намеревается также провести в Швеции для укрепления своих навыков. Сезон 2015/16 по решению Томми Самуэльссона отыграл в специальном молодёжном звене «Ферьестада» вместе с Оскаром Стином и Расмусом Асплундом.
С осени 2017 года переехал в Северную Америку. 22 октября 2016 года сыграл первый матч в Национальной хоккейной лиге против «Нью-Джерси Девилз» и отметился заброшенной шайбой. Однако вскоре Брюс Будро сократил игровое время, чем вынудил Эрикссон Эка для полноценной игровой практики с 18 ноября 2016 года вернуться в «Ферьестад». 28 марта 2017 года перед играми плей-офф руководство «Уайлд» вызвало Эрикссона Эка вновь в состав команды, за которую он успел отыграть ещё 9 встреч.
Неоднократно привлекался в юниорскую и молодёжную сборную Швеции. 21 мая 2017 года вместе со взрослой сборной Эрикссон Эк стал чемпионом мира, отыграв во всех десяти матчах первенства и набрав три очка за результативность.
19 февраля 2024 года набрал 6 очков (3+3) в матче против «Ванкувер Кэнакс» (10:7). В этом же матче 6 очков (3+3) набрал и Кирилл Капризов. Оба повторили рекорд «Уайлд» по набранным очкам за один матч.

## Статистика
| Легенда | Легенда                    | Легенда | Легенда                   | Легенда | Легенда    |
| ------- | -------------------------- | ------- | ------------------------- | ------- | ---------- |
| И       | Количество проведённых игр | Штр     | Штрафное время            | +/−     | Плюс-минус |
| Г       | Голы                       | П       | Голевые передачи          | О       | Очки       |
| -       | Статистика неизвестна      | —       | Статистика не учитывалась |         |            |